# Масарикова, Анна
Анна Масарикова (чеш. Anna Masaryková, 3 апреля 1911[…], Прага, Цислейтания — 18 марта 1996, Прага) — чехословацкий и чешский искусствовед и архивист, внучка первого президента Чехословакии Томаша Гаррига Масарика, дочь художника Герберта Масарика. Почётный гражданин Праги.

## Биография

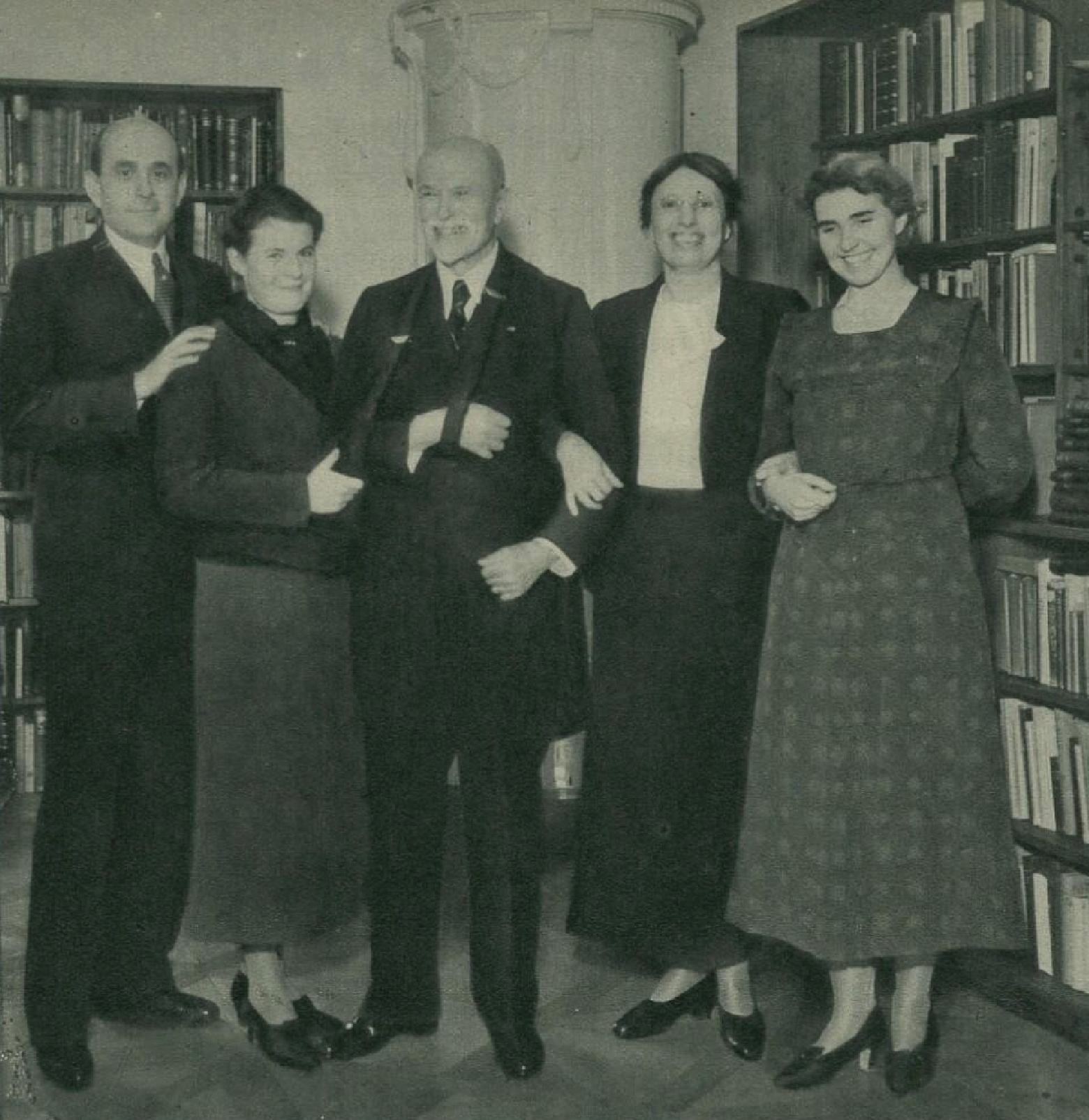
Анна Масарикова (вторая слева) с дядей Яном Масариком, дедом Томашем Гарригом Масариком и тётями Алицей и Ольгой Масариковыми, 1935 год

Анна Масарикова родилась 3 апреля 1911 года в Праге.
В 1930 году окончила среднюю школу в Праге, после чего поступила на философский факультет Карлова университета. Изучала историю Чехословакии под руководством профессоров Йосефа Пекаржа, Йозефа Шуста, Йозефа Витезслава Шимака, историю искусств под руководством профессоров Антонина Матейчека и Войтеха Бирнбаума, а также археологию и сравнительную историю литературы. В 1936 году защитила диссертацию на соискание степени доктора философии на тему «Второе рококо в Богемии».
В 1937—1942 годах работала архивистом в ассоциации художников «Манес» и сотрудницей издаваемого ассоциацией журнала «Свободные направления» (Volné směry).
В 1945—1970 годах работала в пражской Национальной галерее — руководителем современного отдела (1945—1949), архива (1949—1951), заведующей отделом XIX века (1951—1954), заведующей графическим собранием (1954—1955), специалистом отдела XIX века (1955—1965) и специалистом графического собрания (1965—1970). В 1971—1984 годах также сотрудничала с Национальной галереей, но лишь периодически.
С конца 1980-х занималась восстановлением памяти о своём деде Томаше Гарриге Масарике и отце Герберте Масарике. В начале 1989 года Анна вместе с сестрой Гербертой организовали «Общество друзей Томаша Гаррига Масарика». После бархатной революции 1989 года они часто выступали с воспоминаниями о своих знаменитых родственниках — деде, экс-президенте Чехословакии Томаше Гарриге Масарике, отце, художнике Герберте Масарике и дяде, политике Яне Масарике.
В 1995 году за подход к жизни, распространение демократических идей и принципов в городском обществе удостоена звания почётного гражданина Праги.
Умерла 18 марта 1996 года в Праге. Похоронена на Ольшанском кладбище в Праге.

### Публицистическая деятельность
Была автором ряда книг, посвящённых истории искусства. Среди них — монографии о художниках Антонине Гудечеке (1942), Яне Славичеке (1946), Эжене Делакруа (1947), и скульпторе Йозефе Маржатке (1958). Исследования Масариковой легли в основу пятой части издания «Национальная галерея» (1963), посвящённой чешской скульптуре XIX и XX веков. Также среди героев её работ — Йозеф Шима, Отто Гутфрёйнд, Марк Шагал.
Во время Второй мировой войны печаталась под псевдонимом Анна Брыныхова.

## Семья
Дед — Томаш Гарриг Масарик (1850—1937), первый президент Чехословакии.
Отец — Герберт Масарик (1880—1915), художник. Умер от тифа.
Мать — Мила Масарикова (в девичестве Брыныхова, по первому мужу Славичкова) (1876—1962).
В семье было ещё трое детей: её брат-близнец Герберт Масарик (1911—1912) и Томаш Масарик (1914—1914), проживший менее трёх месяцев, и Герберта Масарикова (1915—1996), издательский работник.